# Galleggiante (aviazione)
Nel campo dell'aviazione, un galleggiante è un organo, in genere a forma di scafo, su cui viene fissata la fusoliera di un aeroplano o di un elicottero al fine di consentire di operare decollando o ammarando da uno specchio d'acqua.
Negli aerei i galleggianti possono essere utilizzati in coppia e generalmente sono disposti in modo analogo al carrello d'atterraggio; in questo caso possono essere anche chiamati "scarponi". In alternativa viene utilizzato un solo galleggiante centrale disposto sotto la fusoliera e due più piccoli equilibratori nella parte esterna delle ali.

## Sviluppo

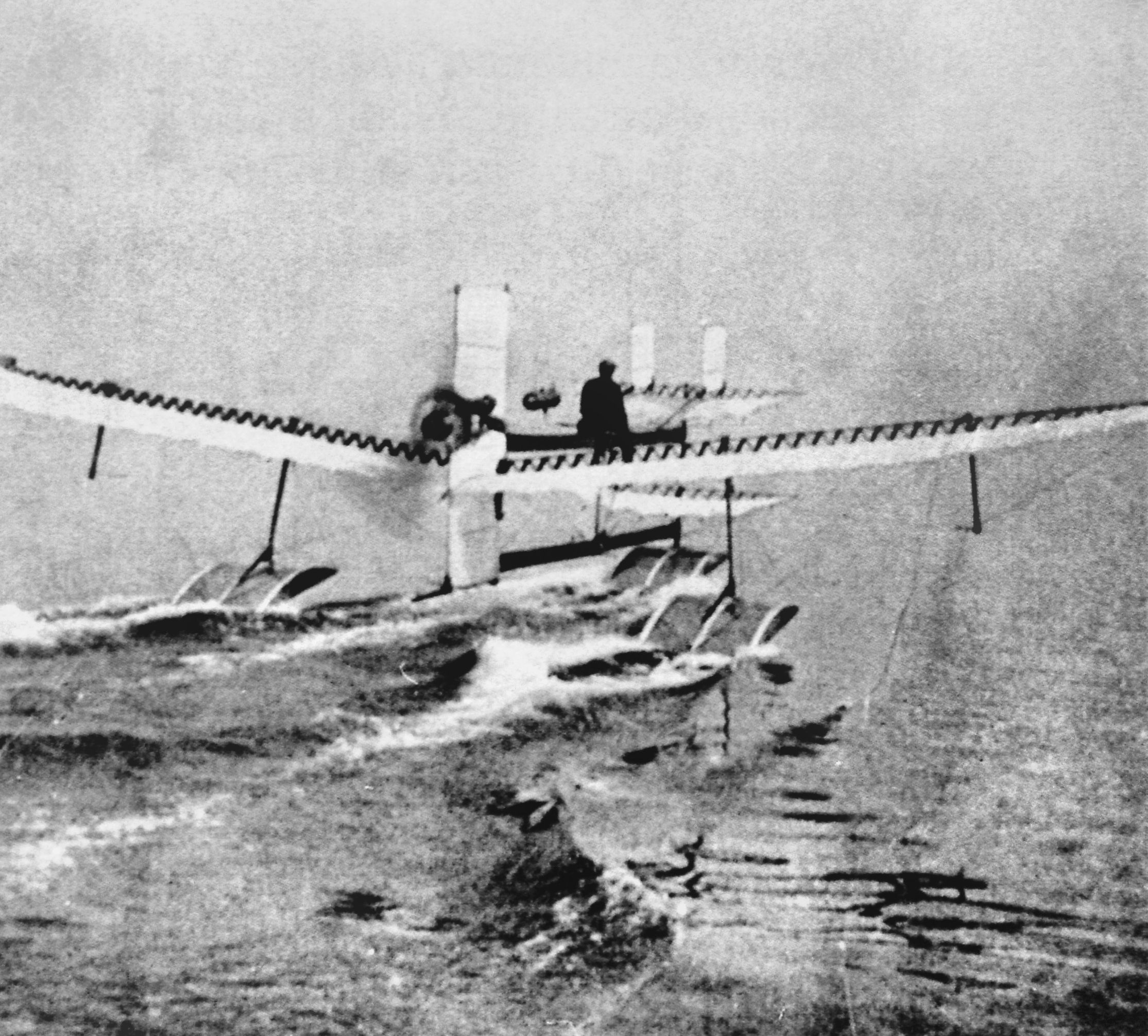
Henri Fabre sul suo Le Canard in una foto del 28 marzo 1910. Si possono apprezzare i tre galleggianti di forma squadrata che fendono l'acqua.

Fin dagli albori del volo si registrarono sperimentazioni volte a consentire agli aeroplani di operare da specchi d'acqua, superfici che non richiedevano particolari lavori di preparazione al fine di permettere le manovre di decollo ed ammaraggio.
Gli apparati impiegati per mantenere gli aerei sul pelo dell'acqua furono definiti pontoon, letteralmente pontone, termine mutuato dalla nautica ambito in cui identifica elementi galleggianti fissi, utilizzati per diversi scopi quali il sostegno di ponti, oppure mobili destinati generalmente al trasporto di materiali.
Il primo volo di un idrovolante viene datato al 28 marzo del 1910 ed è attribuito al pilota francese Henri Fabre che portò in aria il proprio Le Canard per un tratto di 600 metri; in questo caso l'aereo presentava tre galleggianti, di cui uno all'estrema prua e due sotto le semiali.
Dopo questi primi pionieristici tentativi, la soluzione nel tempo avrebbe reso accessibili anche zone remote facilitando i trasporti verso luoghi e comunità altrimenti difficilmente raggiungibili.

## Tecnica
I dati, se non diversamente indicato, sono tratti da "Flying Magazine".
Il galleggiante è un apparato che nella propria funzione principale deve rendere stabile e governabile l'idrovolante durante le operazioni in acqua e rendere agevoli le manovre di ammaraggio e decollo.

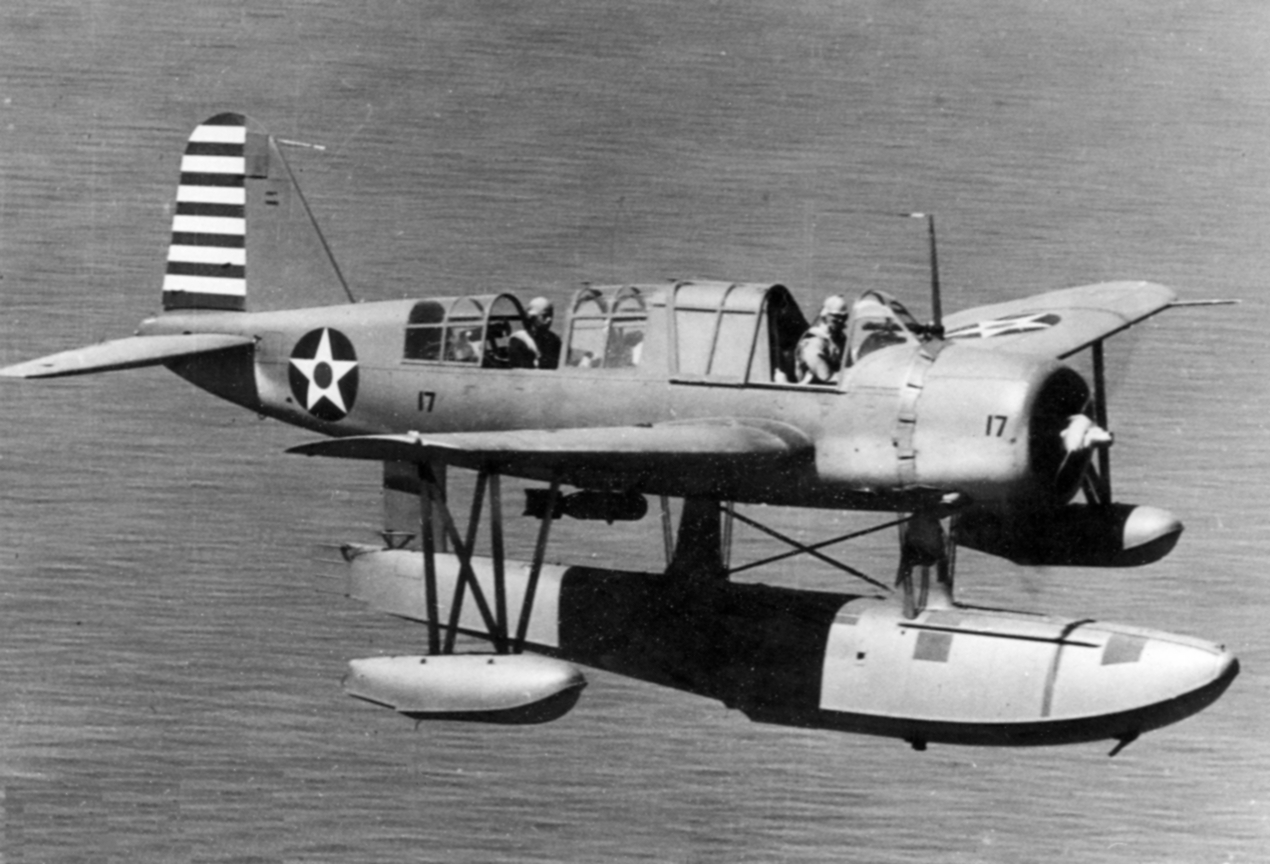
Un OS2U-2 Kingfisher; in bella vista il galleggiante centrale ed i due galleggianti stabilizzatori nella parte esterna delle semiali.

### Struttura
La sua struttura è dimensionata per resistere alle sollecitazioni meccaniche (in particolare all'impatto con le onde ad alta velocità) e garantire una congrua riserva di galleggiabilità (pari almeno al 180% del peso massimo al decollo dell'aeromobile) senza eccedere, però, negli ingombri (per limitare la resistenza aerodinamica e idrodinamica) e pesi. Il galleggiante è suddiviso internamente in più compartimenti stagni in modo da contenere gli effetti di un'eventuale via d'acqua nello scafo. Gli idrovolanti anfibi a scarponi incorporano, in ogni galleggiante, una ruota principale ed un ruotino anteriore estraibili (con impianto idraulico o elettrico) per operare anche sulle piste di decollo ed atterraggio convenzionali.

### Geometria
La forma dello scafo regola la stabilità e la controllabilità dell'aeromobile, in particolare in presenza di vento o onde. La parte inferiore ed anteriore del galleggiante, denominata "chiglia" (keel  in lingua inglese) ha generalmente un profilo a V in modo da migliorare la direzionalità in presenza di onde o vento al traverso. Un certo grado di curvatura del profilo a V (convesso) unitamente allo spigolo laterale (chine) che separa longitudinalmente la parte inferiore dello scafo da quello superiore che in condizioni normali rimane al di fuori del pelo dell'acqua, riduce gli spruzzi che possono impattare sul disco dell'elica e contribuisce alla portanza del velivolo. Proseguendo nella parte inferiore della chiglia, verso la metà del galleggiante, sono presenti uno o più "gradini" (step o redan). La parte della chiglia a poppa del gradino (heel) è generalmente caratterizzata da una pendenza verso l'alto compresa tra 7° e 15°. Queste brusche variazioni della geometria del fondo del galleggiante permettono di ridurre (a partire da una determinata velocità di flottaggio) l'area bagnata e di conseguenza la resistenza idrodinamica.

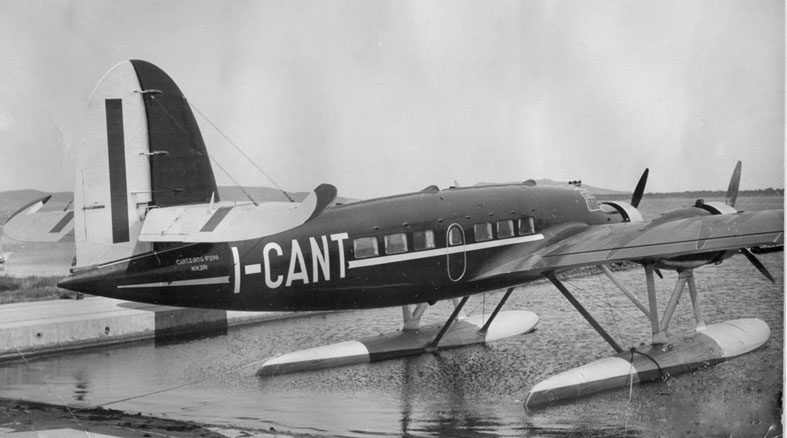
Un CANT Z.506 in rada, con i due grossi galleggianti in evidenza.

Buona parte dei galleggianti terminano con un timone all'estremità di poppa; collegati ai comandi del velivolo, consentono al pilota di manovrare nell'acqua durante il flottaggio.